# Mnais mneme
Mnais mneme är en trollsländeart som beskrevs av Friedrich Ris 1916. Mnais mneme ingår i släktet Mnais och familjen jungfrusländor. IUCN kategoriserar arten globalt som livskraftig. Inga underarter finns listade i Catalogue of Life.